# Pasar por la quilla

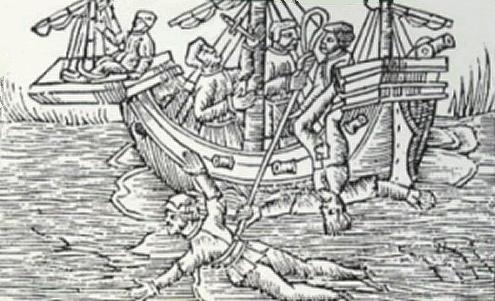
Pasar por la quilla en un grabado inglés del

En la tradición marinera, el pasar por la quilla (a veces también llamado castigo de carena) era un castigo al que eran sometidos los marineros culpables de delitos graves, como por ejemplo la cobardía ante el enemigo o motín; pero también se impuso como castigo por negligencia a piratas y capitanes que habían causado daños por inexperiencia, comprometiendo la seguridad del barco durante la navegación a vela.

## Descripción

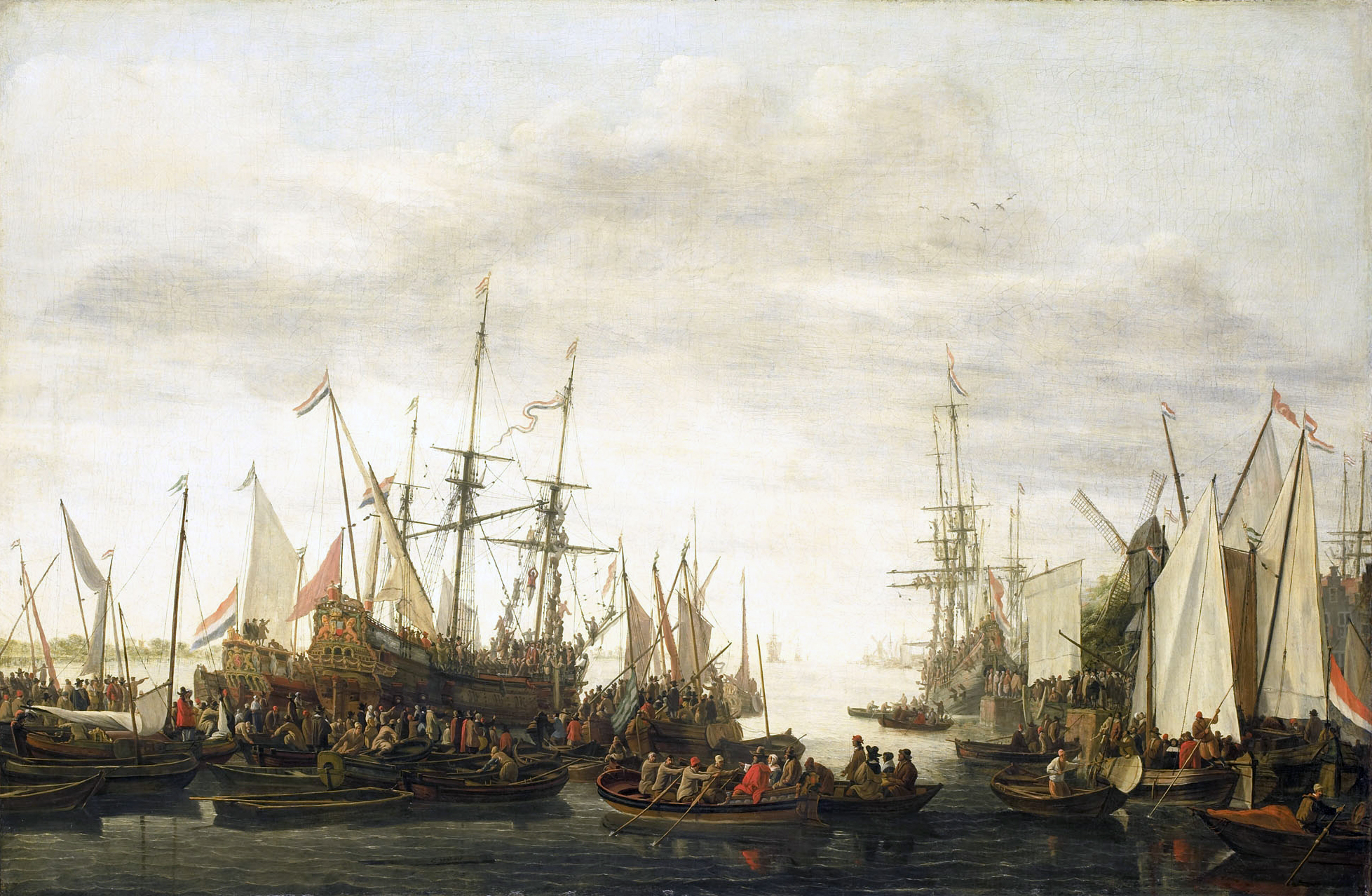
El paso por la quilla del cirujano del barco Almirante Jan van Nes, Lieve Pietersz Verschuier (1660-1686).

El paso por la quilla consistía en atar al culpable del delito a un cabo, echarlo por la barandilla de un costado del buque y sacarlo por el otro costado, pasándolo por debajo de la quilla. Por consiguiente, el castigado debía resistir la apnea en un buceo forzado, tirado por los otros marineros, arrastrándolo por el casco, posiblemente cubierto de dientes de perro y otros crustáceos.
La velocidad de arrastre influía en el tipo de sufrimiento. Con un ritmo demasiado rápido el condenado era frotado violentamente contra todo lo que estuviera pegado al casco, formando salientes afilados que podían llegar a desmembrarle o decapitarle. Por otro lado, con un ritmo demasiado lento, era probable que se ahogara. El riesgo de muerte era muy alto, y de hecho algunos autores han descrito el castigo como un tipo de pena de muerte sui generis.
El pasar por la quilla fue expresamente previsto en el código de navegación holandés de 1560 hasta 1853, cuando fue finalmente abolido. El término de la lengua holandesa con el que se define, kielhalen ("arrastrar a lo largo de la quilla"), deriva etimológicamente del correspondiente keelhauling del idioma inglés y del término kielholen, de la lengua alemana.
En la marina británica tuvo alguna difusión, aunque no de manera oficial. Según algunos autores podría incluso haber nacido con los navíos británicos del siglo XVI y la práctica habría sido prohibida en 1720, mientras que otros dicen que existía ya en tiempos de los romanos, y tenía lugar en las galeras. De su uso también hay referencias en Francia.
John Adams, futuro presidente de los Estados Unidos, con su obra Código de Justicia Militar, escrita en 1755 (recién salido de la universidad), luchó contra la práctica de este castigo en los Estados Unidos, donde se le consideró una «barbaridad inglesa».